# رايموند جونغ
رايموند جونغ هو عالم كندي، ولد في 10 أبريل 1929 في سنغافورة.